# Christoph Klein
Christoph Michael Klein (n. 20 noiembrie 1937, Sibiu, România) a fost între 1990-2010 episcopul Bisericii Evanghelice de Confesiune Augustană din România. A fost instalat în funcție pe 24 iunie 1990 în Catedrala Evanghelică din Sibiu, iar în data de 16 octombrie 2010 s-a retras din funcție. Succesorul său a fost ales de sinodul Bisericii Evanghelice din România în data de 27 noiembrie 2010 în persoana preotului Reinhart Guib. Este membru de onoare al Academiei Române (din 2016).

## Originea și studiile
Christoph Klein s-a născut în una din familiile de vază ale Sibiului interbelic. Tatăl său a fost economistul Gustav Adolf Klein, ultimul director al Sparkassa, institutul sibian de economii naționalizat de autoritățile comuniste. Între 1954-1959 a studiat teologia la Institutul Teologic Protestant din Cluj și la Institutul Teologic Protestant din Sibiu.

## Activitatea pastorală
Între 1959-1968 a activat ca preot evanghelic la Cața și la Sibiu. După obținerea doctoratului în teologie (1969) a fost ales prim-preot (în germ. Stadtpfarrer) al comunității evanghelice din Sibiu, funcție pe care a exercitat-o între anii 1972-1976. Între 1976-1990 a activat ca profesor la Institutul Teologic Protestant Sibiu, pe care l-a condus în calitate de decan între 1978-1986. În anul 1982 a devenit episcop vicar al Bisericii Evanghelice C.A. din România, funcție pe care a deținut-o până în 1990.

## Distincții
A fost decorat în decembrie 2000 cu Ordinul național Pentru Merit în grad de Mare Ofițer „pentru slujirea cu cinste, evlavie și dragoste de oameni a cuvântului lui Dumnezeu”.
În anul 2011 i-a fost decernat premiul cultural Georg-Dehio. Înmânarea premiului a avut loc în data de 22 septembrie 2011 la Berlin.
Din 2016 este membru de onoare al Academiei Române.

## Scrieri
- Die Beichte in der Evangelisch-Sächsischen Kirche Siebenbürgens, Göttingen, 1980
- Auf dem anderen Weg. Aufsätze zum Schicksal der Siebenbürger Sachsen als Volk und Kirche, Erlangen, 1986
- Am Ende das Licht. Geschichte eines Sterbens, Hamburg, 1991
- Die Versöhnung in der Siebenbürgisch-Sächsischen Kirche
- Kirchen der Stadt - Stadt der Kirchen: Sibiu, Hermannstadt, Nagyszeben, Editura Hora Sibiu, 2007